# Parkway, Kalifornien
Parkway är en ort (CDP) i Sacramento County, i delstaten Kalifornien, USA. Enligt United States Census Bureau har orten en folkmängd på 14 670 invånare (2010) och en landarea på 6,3 km².